# مثلث شرجي
المثلث الشرجي (بالإنجليزية: Anal triangle)‏ هو الجزء الخلفي من العجان. يحتوي على القناة الشرجية.

## التركيب
يُمكن التعرف على المثلث الشرجي بأحد رؤوسه أو جوانبه
- الرؤوس
  - رأس على عظم العصعص
  - الحدبتان الإسكيتان [الإنجليزية] في عظم الورك
- الجوانب
  - غشاء عجاني [الإنجليزية] (الحد الخلفي من الغشاء العجاني يتكون من الحد الأمامي للمثلث الشرجي)
  - الرباطان العجزيان الحدبيان

## معرض صور

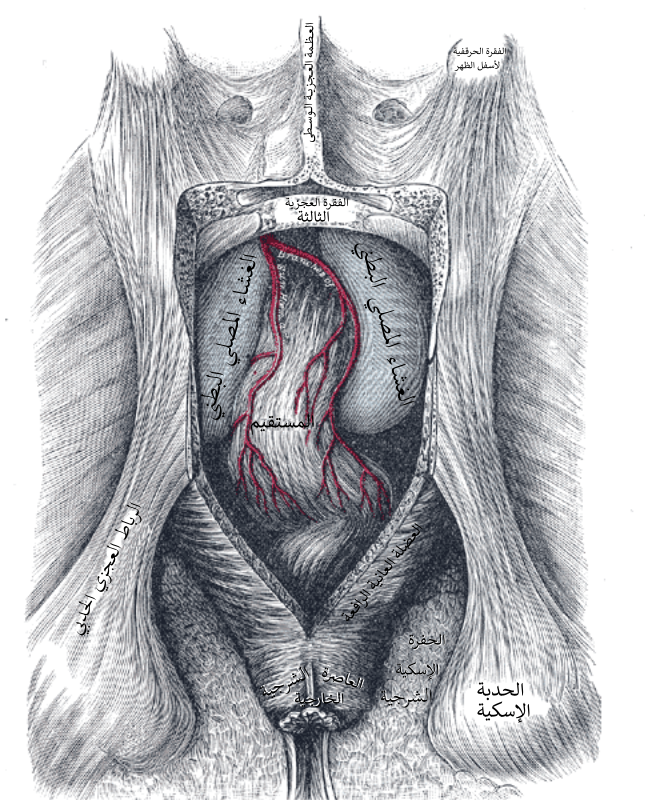
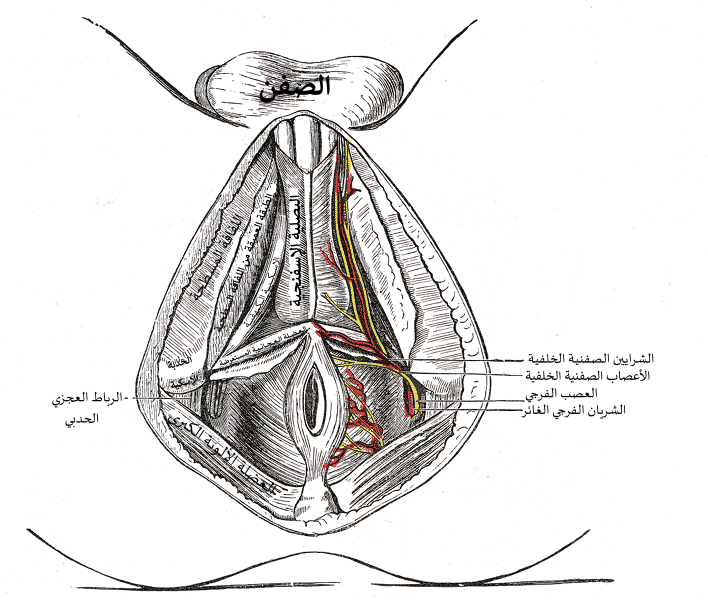
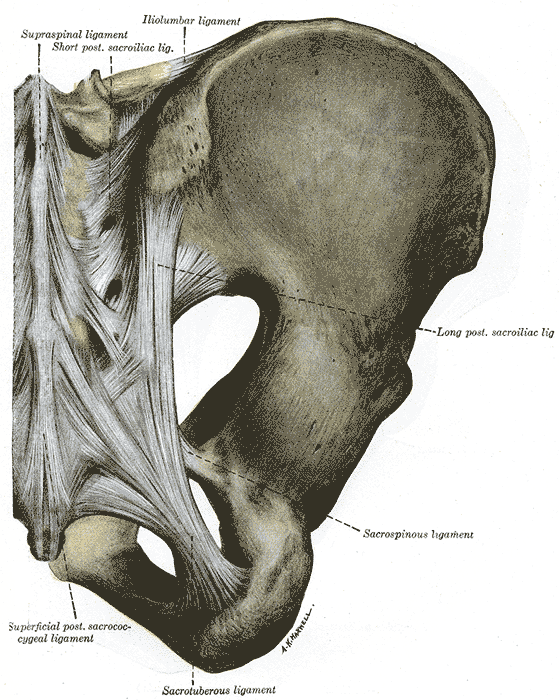

## المحتويات
بعض محتويات المثلث الشرجي:
- حفرة إسكية شرجية
- جسم شرجي عصعصي
- رباط عجزي حدبي
- رباط عجزي شوكي
- عصب فرجي
- شريان فرجي غائر ووريد فرجي غائر
- قناة شرجية
- العضلات
  - عاصرة شرجية خارجية
  - عضلة ألوية كبرى
  - عضلة سدادية غائرة
  - رافعة شرجية
  - عضلة عصعصية

## روابط خارجية
- صور تشريحية:41:01-0202 في مركز داونستيت الطبي التابع لجامعة نيويورك
- درسٌ تشريحي حول perineum مُعدٌ بواسطة ويسلي نورمان (جامعة جورجتاون). (perineumboundaries)